# Vesa Mattila
Vesa Mattila ist ein ehemaliger finnischer Radrennfahrer und nationaler Meister im Radsport.

## Sportliche Laufbahn
In der Mannschaftsverfolgung gewann Mattila 1987 mit Jyrki Tujunen und Jari Lähde den nationalen Titel. 1988 verteidigte er die Meisterschaft mit seinem Team.
Im Straßenradsport siegte er 1990 in der finnischen Meisterschaft im Einzelzeitfahren. 1991 war er erneut im Titelrennen erfolgreich.
In der Internationalen Friedensfahrt startete er 1988. In dem Etappenrennen schied er aus.